# Torre de Peñafiel
Torre de Peñafiel è un comune spagnolo di 48 abitanti situato nella comunità autonoma di Castiglia e León.